# گل شکوه صبح

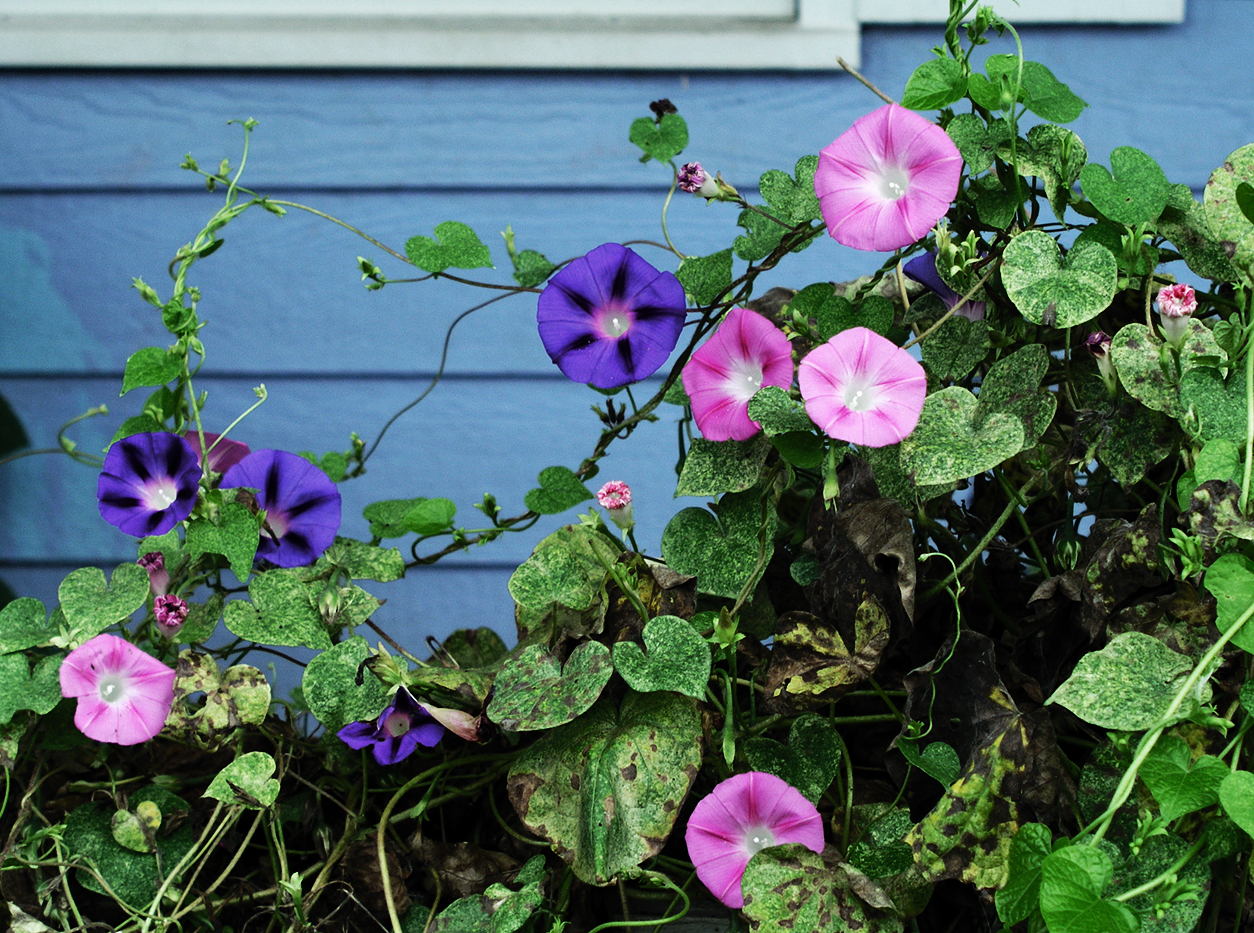
نیلوفر ارغوانی

گل شکوه صبح (انگلیسی: Morning glory) نام عمومی برای ۱۰۰۰ گونه (زیست‌شناسی) از گیاهان گلدار در تیره پیچکیان است. گونه‌های شکوه صبحگاه به بسیاری از جنس‌ها (سرده) تعلق دارند، برخی از آنها عبارتند از:
- پیچک جنگلی
- پیچک
- نیلوفر پیچ (سرده)
- پیچک درختی